# اتحادیه فوتبال اردن
اتحادیه فوتبال اردن نهاد اداره‌کنندهٔ فوتبال در اردن است. این نهاد در سال ۱۹۴۹ پایه‌گذاری شده و اکنون عضو کنفدراسیون فوتبال آسیا است. در حال حاضر ریاست این نهاد بر عهدهٔ علی بن حسین هاشمی می‌باشد.